# Anania arenacea
Anania arenacea is een vlinder van de familie van de grasmotten (Crambidae). De wetenschappelijke naam van deze soort is voor het eerst voorgesteld als Phlyctaenia arenacea door William Warren in een publicatie uit 1892.
De soort komt voor in Brazilië (Rio de Janeiro, São Paulo).